# あれ慎之助
あれ 慎之助（あれ しんのすけ、1983年8月8日 - ）は、日本のものまねタレント。本名、告 幸祐（つげ こうすけ）。北海道恵庭市出身。ワタナベエンターテインメント所属。

## 来歴
- 北海道恵庭北高等学校を経て、北翔大学卒業。
- 2015年に「博士と助手〜細かすぎて伝わらないモノマネ選手権〜」に出演する[1]。
- M-1グランプリ2017では坂本勇人のそっくりさんのさかともと「あれとさかとも」として出場するも一回戦で敗退した。M-1グランプリ2020ではさかともと、片岡治大のそっくりさんのガタ岡（ストロベリーロマンス石田）とのトリオ「読うりふたつ」として出場し、二回戦に進出した[2]。

## 芸風
芸風はプロ野球選手の阿部慎之助のモノマネである。2019年に本家である阿部慎之助が引退した時に「おまえも引退しろ」と言われたが「一生続けます。」と言った。

## 人物
- 特技は絵を描く事である。2020年は日テレジータスの応援大使として毎試合毎に書いた絵が公式Twitterに投稿されていた[5]。